# Arroyo de la Charqueada
El arroyo de la Charqueada es un curso de agua  que recorre el departamento de Artigas. Nace en la cuchilla de Belén, cerca del límite con el departamento de Salto y desemboca en el arroyo Maneco. Pertenece a la Cuenca del Plata.